# Michael Adams (cestista)
Michael Adams (Hartford, 19 gennaio 1963) è un ex cestista e allenatore di pallacanestro statunitense, professionista nella NBA.

## Carriera
Venne selezionato dai Sacramento Kings al terzo giro del Draft NBA 1985 (66ª scelta assoluta).

## Palmarès
- Campione USBL (1985)
- USBL All-Rookie Team (1985)
- 2 volte All-USBL Second Team (1985, 1986)
- 2 volte USBL All-Defensive Team (1985, 1986)
- 2 volte migliore nelle palle rubate USBL (1985, 1986)
- CBA Rookie of the Year (1986)
- All-CBA Second Team (1986)
- CBA All-Defensive Second Team (1986)
- NBA All-Star (1992)